# Goursez Breizh

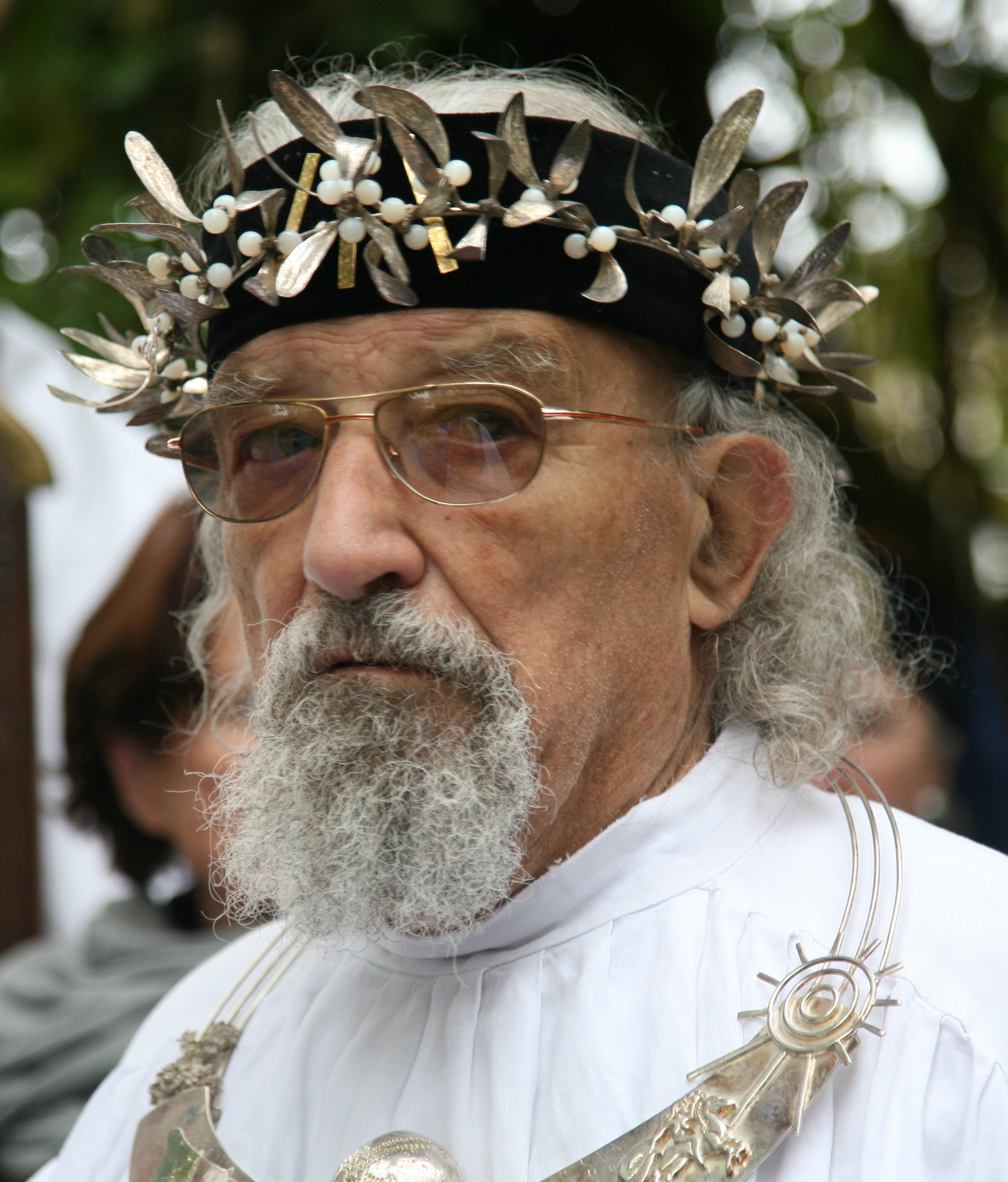
Erzdruide Gwenc'hlan Le Scouëzec 2007

Der Goursez Breizh oder auch Goursez Vreizh ist eine Bardenvereinigung aus der Bretagne mit dem Ziel, keltische Literatur, Kunst, Musik und die Bretonische Sprache zu fördern und zu pflegen. Die Vereinigung steht in engem Kontakt mit dem Gorsedd Cymru aus Wales und dem Gorsedh Kernow aus Cornwall, da dort mit dem Kornischen und dem Walisischen ebenfalls noch keltische Sprachen gesprochen werden. Das Wort Goursez ist dem walisischen Gorsedd entlehnt und bedeutet Thron. Breizh ist die bretonische Bezeichnung der Bretagne. Im Französischen wird die Bezeichnung Gorsedd de Bretagne verwendet. Der Goursez Breizh ist den Bewegungen des keltischen Neuheidentum zuzurechnen und ist eine Vereinigung Neuzeitlicher Druiden.

## Geschichte

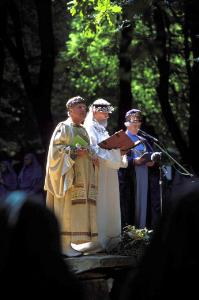
100-Jahr-Feier 1999

Théodore Hersart de La Villemarqué (1815–1895), ein französischer Altertums- und Sprachwissenschaftler, reiste 1838 nach Wales, um Kontakt mit dem walisischen Gorsedd zu knüpfen und einen gemeinsamen keltischen Kongress zu organisieren. Dort wurde er unter dem Namen Barz Nizon in die Vereinigung aufgenommen. Später gründete La Villemarqué den Verein Breuriez ar Varzed (Barden der Bretagne), deren Tätigkeit sich auf das Studium von bretonischer Kunst und Linguistik beschränkte. Der Archdruid (Erzdruide) von Wales hatte bereits die Gründung eines Gorsedds der Bretagne gebilligt, die Idee wurde aber nicht weiter verfolgt. 1898 erfolgte die Gründung der l'Union régionaliste bretonne (URB) (Union der Bretonischen Regionalisten), um die bretonische Kultur und regionale Unabhängigkeit zu bewahren. 1899 reiste eine Delegation von zwanzig Personen nach Wales zum Eisteddfod, einem Fest der Literatur, der Musik und des Gesangs, das der walisische Gorsedd jährlich organisiert. Dort wurde durch die symbolhafte Präsentation von Excalibur, dem Schwert von König Arthur, ein bretonischer Gorsedd gegründet. 1900 erfolgte die konstituierende Sitzung des Gorsedd of Lesser Britain in Guingamp und Jean Fustec wurde zum ersten Archdruid ernannt. 1908 wurde der Verein unter der Bezeichnung Gorsedd Barzed Gourenez Breiz Izel (Gorsedd der Barden von der Halbinsel der Bretagne) offiziell proklamiert. Die derzeitige offizielle Bezeichnung ist Breudeuriezh Drouized, Barzhed hag Ovizion Breizh (Bruderschaft der Druiden, Barden und Ovaten der Bretagne).

## Ränge und Oberhaupt
Wie beim Gorsedd of Wales gibt es beim Goursez Breizh drei Ränge, die historisch von den drei Graden der Freimaurerei herrühren. Dies sind in aufsteigender Reihenfolge:
- Ovaten, die grüne Roben tragen
- Barden, die blaue Roben tragen
- Druiden, die weiße Roben tragen

Das Oberhaupt des Gorsedds ist der Archdruid (Erzdruide), der für eine Frist von drei Jahren gewählt wird.

## Bisherige Erzdruiden
- 1900–1903: Jean Le Fustec
- 1904–1932: Erwen Berthou aka Kaledvoulc'h
- 1933–1955: François Taldir-Jaffrennou
- 1956–1980: Pêr Loisel-Eostig Sarzhaw
- 1981–2008: Gwenc'hlan Le Scouëzec
- seit 2008: Per Vari Kerloc'h

## Das Tribann

Das Tribann

Mythisches Symbol des Goursez Breizh ist das Tribann, das von einem Zentrum ausgehende Sonnenstrahlen darstellt und die Tugenden Liebe, Gerechtigkeit und Wahrhaftigkeit symbolisieren soll. Es geht vermutlich zurück auf Edward Williams, den Gründer des walisischen Gorsedds of Bards, der es The Mystic Mark nannte. 1833 war es erstmals in Proklamationen und 1850 auf Bannern des Gorsedds of Bards zu sehen. Heute wird von diesem Zeichen auch beim Gorsedd of Bards ausgiebig Gebrauch gemacht. Auch die Bardenvereinigung von Cornwall verwendet dieses Symbol. Dort nennt man es Awen.